# Населення Косова
Населення Косова. Чисельність населення країни 2015 року становила 1,87 млн осіб (151-ше місце у світі). Чисельність косоварів стабілізувалась і незначно збільшується, народжуваність 2015 року становила 17,09 ‰, смертність — 7,1 ‰, природний приріст — 6,4 ‰ 

## Природний рух

### Відтворення
Народжуваність у Косово, станом на 2015 рік, дорівнює 17,1 ‰. Коефіцієнт потенційної народжуваності 2015 року становив 2,1 дитини на одну жінку.
Тренд статевого співвідношення живих новонароджених за період 2002—2011 років:
| Рік  | Живих народжень | Хлопчики | Дівчатка | Співвідношення |
| 2002 | 36 136          | 18 752   | 17 384   | 107,9          |
| 2003 | 31 994          | 16 777   | 15 217   | 110,3          |
| 2004 | 35 063          | 18 213   | 16 850   | 108,1          |
| 2005 | 37 218          | 19 431   | 17 787   | 109,2          |
| 2006 | 34 187          | 17 827   | 16 360   | 109,0          |
| 2007 | 33 112          | 17 394   | 15 718   | 110,7          |
| 2008 | 34 399          | 17 857   | 16 542   | 107,9          |
| 2009 | 34 240          | 17 853   | 16 387   | 108,9          |
| 2010 | 33 751          | 17 805   | 15 946   | 111,7          |
| 2011 | 34 262          | 17 837   | 16 425   | 108,6          |

Смертність у Косово 2015 року становила 7 ‰.
Тренд статевого співвідношення смертей за період 2002—2011 років:
| Рік  | Загалом смертей | Чоловіків | Жінок | % чоловіків | % жінок |
| 2002 | 5 654           | 3 348     | 2 306 | 59,2        | 40,8    |
| 2003 | 6 417           | 3 741     | 2 676 | 58,3        | 41,7    |
| 2004 | 6 399           | 3 654     | 2 745 | 57,1        | 42,9    |
| 2005 | 7 207           | 4 058     | 3 149 | 56,3        | 43,7    |
| 2006 | 7 479           | 4 313     | 3 166 | 57,7        | 42,3    |
| 2007 | 6 681           | 3 867     | 2 814 | 57,9        | 42,1    |
| 2008 | 6 852           | 3 963     | 2 889 | 57,8        | 42,2    |
| 2009 | 7 030           | 4 079     | 2 951 | 58          | 42      |
| 2010 | 7 234           | 4 263     | 2 971 | 58,9        | 41,1    |
| 2011 | 7 556           | 4 442     | 3 114 | 58,8        | 41,2    |

Природний приріст населення в країні 2015 року дорівнював 6,4 %.
Природний рух населення Косова в 1948—2015 роках
| Рік  | Чисельність населення (тис. осіб) | Живих народжень | Смертей | Природний приріст | Народжуваність (‰) | Смертність (‰) | Природний приріст (‰) |
| ---- | --------------------------------- | --------------- | ------- | ----------------- | ------------------ | -------------- | --------------------- |
| 1948 | 733                               | 27 792          | 10 324  | 17 468            | 37,9               | 14,1           | 23,8                  |
| 1949 | 751                               | 31 643          | 12 937  | 18 706            | 42,1               | 17,2           | 24,9                  |
| 1950 | 764                               | 35 222          | 12 991  | 22 231            | 46,1               | 17,0           | 29,1                  |
| 1951 | 780                               | 29 299          | 14 833  | 14 466            | 37,6               | 19,0           | 18,5                  |
| 1952 | 793                               | 35 619          | 13 867  | 21 752            | 44,9               | 17,5           | 27,4                  |
| 1953 | 813                               | 34 595          | 16 726  | 17 869            | 42,6               | 20,6           | 22,0                  |
| 1954 | 832                               | 38 595          | 13 201  | 25 394            | 46,4               | 15,9           | 30,5                  |
| 1955 | 842                               | 36 736          | 15 292  | 21 444            | 43,6               | 18,2           | 25,5                  |
| 1956 | 859                               | 37 819          | 13 692  | 24 127            | 44,0               | 15,9           | 28,1                  |
| 1957 | 873                               | 34 159          | 15 300  | 18 859            | 39,1               | 17,5           | 21,6                  |
| 1958 | 890                               | 39 285          | 11 598  | 27 687            | 44,1               | 13,0           | 31,1                  |
| 1959 | 921                               | 37 364          | 12 878  | 24 486            | 40,6               | 14,0           | 26,6                  |
| 1960 | 944                               | 41 631          | 13 365  | 28 266            | 44,1               | 14,2           | 29,9                  |
| 1961 | 972                               | 40 561          | 11 759  | 28 802            | 41,7               | 12,1           | 29,6                  |
| 1962 | 997                               | 41 336          | 15 024  | 26 312            | 41,5               | 15,1           | 26,4                  |
| 1963 | 1 021                             | 41 525          | 12 423  | 29 102            | 40,7               | 12,2           | 28,5                  |
| 1964 | 1 046                             | 42 557          | 12 731  | 29 826            | 40,7               | 12,2           | 28,5                  |
| 1965 | 1 075                             | 43 569          | 11 767  | 31 802            | 40,5               | 10,9           | 29,6                  |
| 1966 | 1 101                             | 42 429          | 10 266  | 32 163            | 38,5               | 9,3            | 29,2                  |
| 1967 | 1 131                             | 44 001          | 11 308  | 32 693            | 38,9               | 10,0           | 28,9                  |
| 1968 | 1 159                             | 44 627          | 10 781  | 33 846            | 38,5               | 9,3            | 29,2                  |
| 1969 | 1 189                             | 46 480          | 10 892  | 35 588            | 39,1               | 9,2            | 29,9                  |
| 1970 | 1 220                             | 44 496          | 10 829  | 33 667            | 36,5               | 8,9            | 27,6                  |
| 1971 | 1 254                             | 47 060          | 10 312  | 36 748            | 37,5               | 8,2            | 29,3                  |
| 1972 | 1 291                             | 47 943          | 10 270  | 37 673            | 37,1               | 8,0            | 29,2                  |
| 1973 | 1 329                             | 47 714          | 10 358  | 37 356            | 35,9               | 7,8            | 28,1                  |
| 1974 | 1 367                             | 49 847          | 10 075  | 39 772            | 36,5               | 7,4            | 29,1                  |
| 1975 | 1 406                             | 49 310          | 10 018  | 39 292            | 35,1               | 7,1            | 27,9                  |
| 1976 | 1 446                             | 51 355          | 10 149  | 41 206            | 35,5               | 7,0            | 28,5                  |
| 1977 | 1 487                             | 49 849          | 9 811   | 40 038            | 33,5               | 6,6            | 26,9                  |
| 1978 | 1 526                             | 49 027          | 9 776   | 39 251            | 32,1               | 6,4            | 25,7                  |
| 1979 | 1 566                             | 48 125          | 9 575   | 38 550            | 30,7               | 6,1            | 24,6                  |
| 1980 | 1 555                             | 53 147          | 8 909   | 44 238            | 34,2               | 5,7            | 28,4                  |
| 1981 | 1 595                             | 48 111          | 9 677   | 38 434            | 30,2               | 6,1            | 24,1                  |
| 1982 | 1 629                             | 52 865          | 10 479  | 42 386            | 32,5               | 6,4            | 26,0                  |
| 1983 | 1 664                             | 49 645          | 11 040  | 38 605            | 29,8               | 6,6            | 23,2                  |
| 1984 | 1 699                             | 55 243          | 10 573  | 44 670            | 32,5               | 6,2            | 26,3                  |
| 1985 | 1 735                             | 53 925          | 11 826  | 42 099            | 31,1               | 6,8            | 24,3                  |
| 1986 | 1 773                             | 54 519          | 10 446  | 44 073            | 30,7               | 5,9            | 24,9                  |
| 1987 | 1 811                             | 56 221          | 10 307  | 45 914            | 31,0               | 5,7            | 25,4                  |
| 1988 | 1 850                             | 56 283          | 10 257  | 46 026            | 30,4               | 5,5            | 24,9                  |
| 1989 | 1 889                             | 53 656          | 10 181  | 43 475            | 28,4               | 5,4            | 23,0                  |
| 1990 | 1 930                             | 55 175          | 8 214   | 46 961            | 28,6               | 4,3            | 24,3                  |
| 1991 | 1 967                             | 52 263          | 8 526   | 43 737            | 26,6               | 4,3            | 22,2                  |
| 1992 | 2 006                             | 44 418          | 8 004   | 36 414            | 22,1               | 4,0            | 18,2                  |
| 1993 | 2 043                             | 44 132          | 7 804   | 36 328            | 21,6               | 3,8            | 17,8                  |
| 1994 | 2 077                             | 43 450          | 7 667   | 35 783            | 20,9               | 3,7            | 17,2                  |
| 1995 | 2 113                             | 44 776          | 8 671   | 36 105            | 21,2               | 4,1            | 17,1                  |
| 1996 | 2 151                             | 46 041          | 8 392   | 37 649            | 21,4               | 3,9            | 17,5                  |
| 1997 | 2 186                             | 42 920          | 8 624   | 34 296            | 19,6               | 3,9            | 15,7                  |
| 1998 | 2 000                             | 41 752          | 8 123   | 33 629            | 20,9               | 4,1            | 16,8                  |
| 1999 | 2 000                             | 40 020          | 7 569   | 32 451            | 20,0               | 3,8            | 16,2                  |
| 2000 | 2 000                             | 38 667          | 7 115   | 31 552            | 19,3               | 3,6            | 15,8                  |
| 2001 | 2 000                             | 37 412          | 6 672   | 30 740            | 18,7               | 3,3            | 15,4                  |
| 2002 | 1 985                             | 36 136          | 5 654   | 30 482            | 18,2               | 2,8            | 15,4                  |
| 2003 | 2 016                             | 31 994          | 6 417   | 25 577            | 15,9               | 3,2            | 12,7                  |
| 2004 | 2 041                             | 35 063          | 6 399   | 28 664            | 17,2               | 3,1            | 14,0                  |
| 2005 | 2 070                             | 37 218          | 7 207   | 30 011            | 18,0               | 3,5            | 14,5                  |
| 2006 | 2 100                             | 34 187          | 7 479   | 26 708            | 16,3               | 3,6            | 12,7                  |
| 2007 | 2 126                             | 33 112          | 6 681   | 26 431            | 15,6               | 3,1            | 12,4                  |
| 2008 | 2 153                             | 34 399          | 6 852   | 27 547            | 16,0               | 3,2            | 12,8                  |
| 2009 |                                   | 34 240          | 7 030   | 27 210            | 15,7               | 3,2            | 12,5                  |
| 2010 |                                   | 33 751          | 7 234   | 26 517            | 15,3               |                |                       |
| 2011 | 1 801                             | 34 262          | 7 556   | 26 706            | 19,0               | 4,2            | 14,8                  |
| 2012 | 1 815                             | 34 932          | 7 839   | 27 093            | 19,2               | 4,3            | 14,9                  |
| 2013 | 1 837                             | 29 459          | 7 681   | 21 778            | 16,0               | 4,2            | 11,8                  |
| 2014 | 1 861                             | 32 087          | 8 165   | 23 922            | 17,2               | 4,4            | 12,8                  |
| 2015 | 1 884                             | 31 545          | 8 839   | 22 706            | 16,7               | 4,7            | 12,0                  |

### Вікова структура

Віково-статева піраміда населення Косова, 2022 рік

Середній вік населення Косова становить 28,7 року (128-ме місце у світі): для чоловіків — 28,3, для жінок — 29 року. Очікувана середня тривалість життя 2015 року становила 71,3 року, для чоловіків — 69,2 року, для жінок — 73,6 року.
Вікова структура населення Косово, станом на 2015 рік, виглядає таким чином:
- діти віком до 14 років — 25,82 % (250 907 чоловіків, 232 111 жінки);
- молодь віком 15—24 роки — 17,74 % (174 208 чоловіків, 157 791 жінка);
- дорослі віком 25—54 роки — 42,01 % (414 684 чоловіка, 371 339 жінок);
- особи передпохилого віку (55—64 роки) — 7,4 % (69 030 чоловіків, 69 338 жінок);
- особи похилого віку (65 років і старіші) — 7,03 % (55 107 чоловіків, 76 465 жінок)[1].

### Шлюбність— розлучуваність
Тренд укладених шлюбів за період 2002—2011 років:
| Рік  | Шлюбів | Середній вік жінок | Середній вік чоловіків | Середній вік подружжя |
| 2002 | 18 280 | 25,8               | 29,4                   | 27,3                  |
| 2003 | 17 034 | 28,2               | 29,7                   | 27,7                  |
| 2004 | 16 917 | 27                 | 30,3                   | 28,7                  |
| 2005 | 15 732 | 27, 0              | 30,3                   | 29,0                  |
| 2006 | 15 825 | 27, 0              | 30,3                   | 29,0                  |
| 2007 | 16 824 | 27, 0              | 31,0                   | 29,0                  |
| 2008 | 17 950 | 28, 0              | 30,0                   | 26,0                  |
| 2009 | 20 209 | 28, 0              | 31,0                   | 29,5                  |
| 2010 | 18 289 | 28, 0              | 30,0                   | 28,0                  |
| 2011 | 17 343 | 27,9               | 32,0                   | 29,0                  |

Тренд розлучень і тривалості шлюбів за період 2004—2011 років:
| Рік  | Розлучень | Менше року | 1 рік | 2 роки | 3 роки | 4 роки | 5–9 років | 10–14 років | 15–19 років | 20–24 років | більше 24 років | невідомо |
| 2004 | 1 293     | 54         | 149   | 181    | 129    | 97     | 249       | 221         | 118         | 48          | 45              | 2        |
| 2005 | 1 445     | 67         | 143   | 186    | 172    | 148    | 272       | 228         | 137         | 52          | 40              | 0        |
| 2006 | 1 480     | 74         | 152   | 191    | 172    | 177    | 351       | 147         | 128         | 46          | 41              | 1        |
| 2007 | 1 558     | 149        | 208   | 162    | 177    | 206    | 334       | 128         | 106         | 50          | 38              | 0        |
| 2008 | 1 026     | 73         | 141   | 121    | 103    | 146    | 258       | 72          | 62          | 24          | 26              | 0        |
| 2009 | 1 555     | 122        | 213   | 190    | 170    | 170    | 419       | 109         | 67          | 55          | 40              | 0        |
| 2010 | 1 453     | 124        | 215   | 202    | 170    | 129    | 377       | 86          | 68          | 37          | 45              | 0        |
| 2011 | 1 469     | 129        | 211   | 159    | 154    | 139    | 384       | 104         | 77          | 49          | 63              | 0        |

## Розселення
Густота населення країни 2015 року становила 167 осіб/км² (75-те місце у світі). Невеличкі міські поселення розпорошені усією територією країни, найбільші з яких розміщуються в північній частині. Найбільше місто і столиця держави — Приштина.
Розміщення населення Косова за муніципалітетами, згідно з офіційним переписом 2011 року
| №                            | Назва                        | Назва албанською, сербською                   | Населення | Площа (км²) | Густота (км²) | Кількість поселень |
| ---------------------------- | ---------------------------- | --------------------------------------------- | --------- | ----------- | ------------- | ------------------ |
| Приштинський округ           | Приштинський округ           | Приштинський округ                            | 477 312   | 2 470       | 193,2         | 298                |
| 1                            | Приштина                     | Prishtinë; Priština                           | 198 897   | 572         | 347,7         | 41                 |
| 7                            | Подуєво                      | Podujevë; Podujevo                            | 88 499    | 663         | 133,5         | 76                 |
| 11                           | Глоговац                     | Drenas; Glogovac                              | 58 531    | 290         | 201,8         | 37                 |
| 12                           | Ліплян                       | Lipjan; Lipljan                               | 57 605    | 422         | 136,5         | 70                 |
| 21                           | Косово Поле                  | Fushë Kosovë; Kosovo Polje                    | 34 827    | 83          | 419,6         | 15                 |
| 26                           | Обіліч                       | Obiliq/Kastriot; Obilić                       | 21 549    | 105         | 205,2         | 19                 |
| 30                           | Грачаниця                    | Gracanicë; Gračanica                          | 10 675    | 131         | 81,5          | 16                 |
| 33                           | Ново-Брдо                    | Novobërdë; Novo Brdo                          | 6 729     | 204         | 33            | 24                 |
| Призренський округ           | Призренський округ           | Призренський округ                            | 331 670   | 1 397       | 237,4         | 195                |
| 2                            | Призрен                      | Prizren; Prizren                              | 177 781   | 626         | 284           | 74                 |
| 10                           | Сува Река                    | Suharekë; Suva Reka                           | 59 722    | 306         | 178,5         | 42                 |
| 14                           | Малішево                     | Malishevë; Mališevo                           | 54 613    | 361         | 165,4         | 43                 |
| 22                           | Драгаш                       | Dragash; Dragaš                               | 33 997    | 435         | 78,2          | 35                 |
| 35                           | Мамуша                       | Mamushë; Mamuša                               | 5 507     | 11          | 500,6         | –                  |
| Урошевацький округ           | Урошевацький округ           | Урошевацький округ                            | 185 806   | 1 030       | 180,4         | 126                |
| 3                            | Урошевац                     | Ferizaj; Uroševac                             | 108 690   | 345         | 315           | 45                 |
| 23                           | Качанік                      | Kaçanik; Kačanik                              | 33 454    | 221         | 151,4         | 31                 |
| 25                           | Штімле                       | Shtime; Štimlje                               | 27 324    | 134         | 203,9         | 23                 |
| 31                           | Єлез-Хан                     | Hani i Elezit; Elez Han                       | 9 389     | 83          | 113,1         | 11                 |
| 32                           | Штрпце                       | Shtërpcë; Štrpce                              | 6 949     | 247         | 28,1          | 16                 |
| Пецький округ                | Пецький округ                | Пецький округ                                 | 174 235   | 1 365       | 127,6         | 118                |
| 4                            | Печ                          | Pejë; Peć                                     | 96 450    | 603         | 160           | 14                 |
| 17                           | Істок                        | Istog; Istok                                  | 39 289    | 454         | 86,5          | 50                 |
| 19                           | Кліна                        | Klinë; Klina                                  | 38 496    | 308         | 125           | 54                 |
| Джяковицький округ           | Джяковицький округ           | Джяковицький округ                            | 194 672   | 1 129       | 172,4         | 170                |
| 5                            | Джяковіца                    | Gjakova; Đakovica                             | 94 557    | 587         | 161,1         | 91                 |
| 13                           | Ораховак                     | Rahovec; Orahovac                             | 55 053    | 276         | 199,5         | 32                 |
| 18                           | Дечані                       | Deçan; Dečani                                 | 38 984    | 180         | 216,6         | 37                 |
| 34                           | Юнік                         | Junik; Junik                                  | 6 078     | 86          | 70,7          | 10                 |
| Косовсько-Митровицький округ | Косовсько-Митровицький округ | Косовсько-Митровицький округ                  | 272 247   | 2 077       | 131,1         | 267                |
| 8                            | Косовська Митровиця          | Mitrovicë; Kosovska Mitrovica                 | 71 909    | 350         | 205,5         | 45                 |
| 9                            | Вучітрн                      | Vushtrri; Vučitrn                             | 69 870    | 344         | 203,1         | 67                 |
| 15                           | Србіца                       | Skënderaj; Srbica                             | 50 858    | 378         | 134,5         | 49                 |
| 24                           | Північна Косовська Митровиця | Mitrovica Veriore; Severna Kosovska Mitrovica | 29 460    | 11          | 2 678,2       | –                  |
| 27                           | Лепосавік                    | Leposaviq; Leposavić                          | 18 600    | 539         | 34,5          | 42                 |
| 28                           | Звечан                       | Zveçan; Zvečan                                | 16 650    | 122         | 136,5         | 35                 |
| 29                           | Зубін Поток                  | Zubin Potok; Zubin Potok                      | 14 900    | 333         | 44,7          | 29                 |
| Гніланський округ            | Гніланський округ            | Гніланський округ                             | 180 783   | 1 206       | 149,9         | 287                |
| 6                            | Гнілане                      | Gjilan; Gnjilane                              | 90 015    | 385         | 233,8         | 54                 |
| 16                           | Вітіна                       | Viti; Vitina                                  | 46 959    | 278         | 168,9         | 39                 |
| 20                           | Косовська Каменіца           | Kamenicë/Dardanë; Kosovska Kamenica           | 35 600    | 423         | 84,2          | 58                 |
| 36                           | Ранілуг                      | Ranillug; Ranilug                             | 3 866     | 78          | 49,6          | 18                 |
| 37                           | Клокот                       | Kllokot; Klokot                               | 2 556     | 24          | 106,5         | 4                  |
| 38                           | Партеш                       | Partesh; Parteš                               | 1 787     | 18          | 99,3          | 3                  |
| Косово                       | Косово                       | Косово                                        | 1 816 675 | 10 908      | 170           | 1 339              |

### Урбанізація
Головні міста держави: Приштина (столиця) — 207,0 тис. осіб (дані за 2014 рік).
Населення міст і міських округів, згідно з переписом 2011 року
| Місто               | Округ                  | № округу | Населення міста | Населення округу |
| Приштина            | Приштинський           | 1        | 145 149         | 198 897          |
| Призрен             | Призренський           | 2        | 85 119          | 177 781          |
| Гнілане             | Гніланський            | 3        | 54 239          | 90 178           |
| Печ                 | Пецький                | 4        | 48 962          | 96 450           |
| Косовська Митровиця | Косовсько-Митровицький | 5        | 46 230          | 84 235           |
| Урошевац            | Урошевацький           | 6        | 42 628          | 108 610          |
| Джяковіца           | Джяковицький           | 7        | 40 827          | 94 556           |

### Міграції
За час, що минув після розпаду Югославії з Косова мігрувала значна кількість косоварів. Найбільшими осередками, де вони осіли, залишаються: Албанія — 405,0 тис. осіб (переважно етнічні албанці), Північна Македонія — 197,0 тис. осіб, Сербія — 180,0 тис. осіб (переважно етнічні серби), Чорногорія — 61,9 тис. осіб, Боснія і Герцеговина — 17,0 тис. осіб, Німеччина — 9,9 тис. осіб, Туреччина — 6,3 тис. осіб, Норвегія — 2,5 тис. осіб, Франція — 2,4 тис. осіб, Австрія — 1,7 тис. осіб, Бельгія — 1,2 тис. осіб, Велика Британія — 330 осіб.

#### Біженці й вимушені переселенці
Станом на 2015 рік, в країні постійно перебуває 17,0 тис. внутрішньо переміщених осіб, переважно етнічних сербів, внаслідок конфлікту 1998—1999 років, незначна кількість сербів, циган, ашкалі й єгиптян покинули власні домівки під час етнічних заворушень 2004 року.

## Расово-етнічний склад
| Етнічний склад (2011 рік) | Етнічний склад (2011 рік) | Етнічний склад (2011 рік) | Етнічний склад (2011 рік) | Етнічний склад (2011 рік) |
| ------------------------- | ------------------------- | ------------------------- | ------------------------- | ------------------------- |
| Етнос:                    |                           |                           | Відсоток:                 |                           |
| албанці                   | албанці                   |                           | 92.9%                     | 92.9%                     |
| бошняки                   | бошняки                   |                           | 1.6%                      | 1.6%                      |
| серби                     | серби                     |                           | 1.5%                      | 1.5%                      |
| турки                     | турки                     |                           | 1.1%                      | 1.1%                      |
| ашкалі                    | ашкалі                    |                           | 0.9%                      | 0.9%                      |
| єгиптяни                  | єгиптяни                  |                           | 0.7%                      | 0.7%                      |
| горанці                   | горанці                   |                           | 0.6%                      | 0.6%                      |
| роми                      | роми                      |                           | 0.5%                      | 0.5%                      |
| інші                      | інші                      |                           | 0.2%                      | 0.2%                      |

Головні етноси країни: албанці — 92,9 %, бошняки 1,6 %, серби — 1,5 %, турки — 1,1 %, ашкалі — 0,9 %, єгиптяни — 0,7 %, горанці — 0,6 %, роми — 0,5 %, інші — 0,2 % населення (оціночні дані за 2011 рік).
Згідно з офіційною інформацією, кількість білих зірок на прапорі Республіки Косово відповідає числу етнічних груп, що населяють Косово — албанці, серби, роми, боснійці (бошняки, босняки, босанці), турки та ряд албанізованих меншин (ашкалі, горанці та ін.).
Зміна етнічної картини Косова в часі, згідно з офіційними переписами
| Етнічні групи | 1948        | 1948    | 1953        | 1953    | 1961        | 1961    | 1971        | 1971      | 1981        | 1981      | 1991        | 1991      | 2011        | 2011      |
| Етнічні групи | Чисельність | %       | Чисельність | %       | Чисельність | %       | Чисельність | %         | Чисельність | %         | Чисельність | %         | Чисельність | %         |
| ------------- | ----------- | ------- | ----------- | ------- | ----------- | ------- | ----------- | --------- | ----------- | --------- | ----------- | --------- | ----------- | --------- |
| Албанці       | 498 244     | 68,5    | 524 559     | 64,9    | 646 605     | 67,1    | 916 168     | 73,7      | 1 226 736   | 77,4      | 1 596 072   | 81,6      | 1 616 869   | 92,9      |
| Серби         | 171 911     | 23,6    | 189 869     | 23,5    | 227 016     | 23,5    | 228 264     | 18,4      | 209 498     | 13,2      | 194 190     | 9,9       | 25 532      | 1,5       |
| Мусульмани    | 9 679       | 1,3     | 6 241       | 0,8     | 8 026       | 0,8     | 26 357      | 2,1       | 58 562      | 3,7       | 66 189      | 3,4       |             |           |
| Босняки       | 9 679       | 1,3     | 6 241       | 0,8     | 8 026       | 0,8     | 26 357      | 2,1       | 58 562      | 3,7       | 66 189      | 3,4       | 27 533      | 1,6       |
| Горанці       | 9 679       | 1,3     | 6 241       | 0,8     | 8 026       | 0,8     | 26 357      | 2,1       | 58 562      | 3,7       | 66 189      | 3,4       | 10 265      | 0,6       |
| Чорногорці    | 28 050      | 3,9     | 31 343      | 3,9     | 37 588      | 3,9     | 31 555      | 2,5       | 27 028      | 1,7       | 20 365      | 1,1       |             |           |
| Хорвати       | 5 290       | 0,7     | 6 201       | 0,8     | 7 251       | 0,8     | 8 264       | 0,7       | 8 718       | 0,6       | 8 062       | 0,4       |             |           |
| Югослави      |             |         |             |         | 5 206       | 0,5     | 920         | 0,1       | 2 676       | 0,2       | 3 457       | 0,2       |             |           |
| Роми          | 11 230      | 1,5     | 11 904      | 1,5     | 3 202       | 0,3     | 14,593      | 1,2       | 34 126      | 2,2       | 45 760      | 2,3       | 8 824       | 0 5       |
| Ашкалі        | 11 230      | 1,5     | 11 904      | 1,5     | 3 202       | 0,3     | 14,593      | 1,2       | 34 126      | 2,2       | 45 760      | 2,3       | 15 436      | 0,9       |
| Єгиптяни      | 11 230      | 1,5     | 11 904      | 1,5     | 3 202       | 0,3     | 14,593      | 1,2       | 34 126      | 2,2       | 45 760      | 2,3       | 11 524      | 0,6       |
| Турки         | 1 315       | 0,2     | 34 583      | 4,3     | 25 764      | 2,7     | 12 244      | 1,0       | 12 513      | 0,8       | 10 445      | 0,5       | 18 738      | 1,1       |
| Македонці     | 526         | 0,1     | 972         | 0,1     | 1 142       | 0,1     | 1 048       | 0,1       | 1 056       | 0,1       |             |           |             |           |
| Інші          | 1 577       | 0,2     | 2 469       | 0,3     | 2 188       | 0,2     | 4 280       | 0,3       | 3 454       | 0,2       | 11 656      | 0,6       | 3 264       | 0,6       |
| Разом         | 727 820     | 727 820 | 808 141     | 808 141 | 963 988     | 963 988 | 1 243 693   | 1 243 693 | 1 584 441   | 1 584 441 | 1 956 196   | 1 956 196 | 1 739 825   | 1 739 825 |

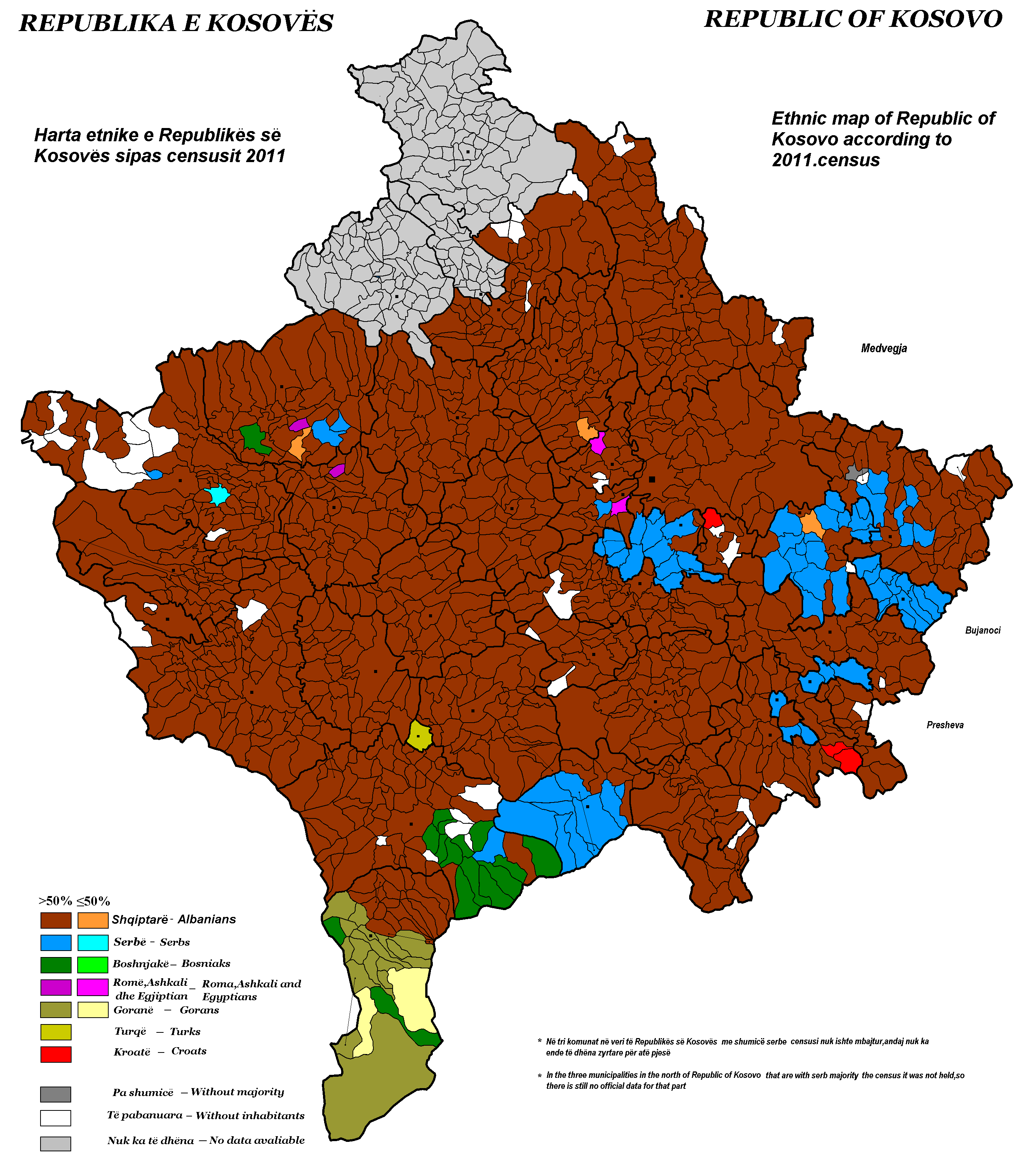
Етнолінгвістична мапа Косова, 2011 рік
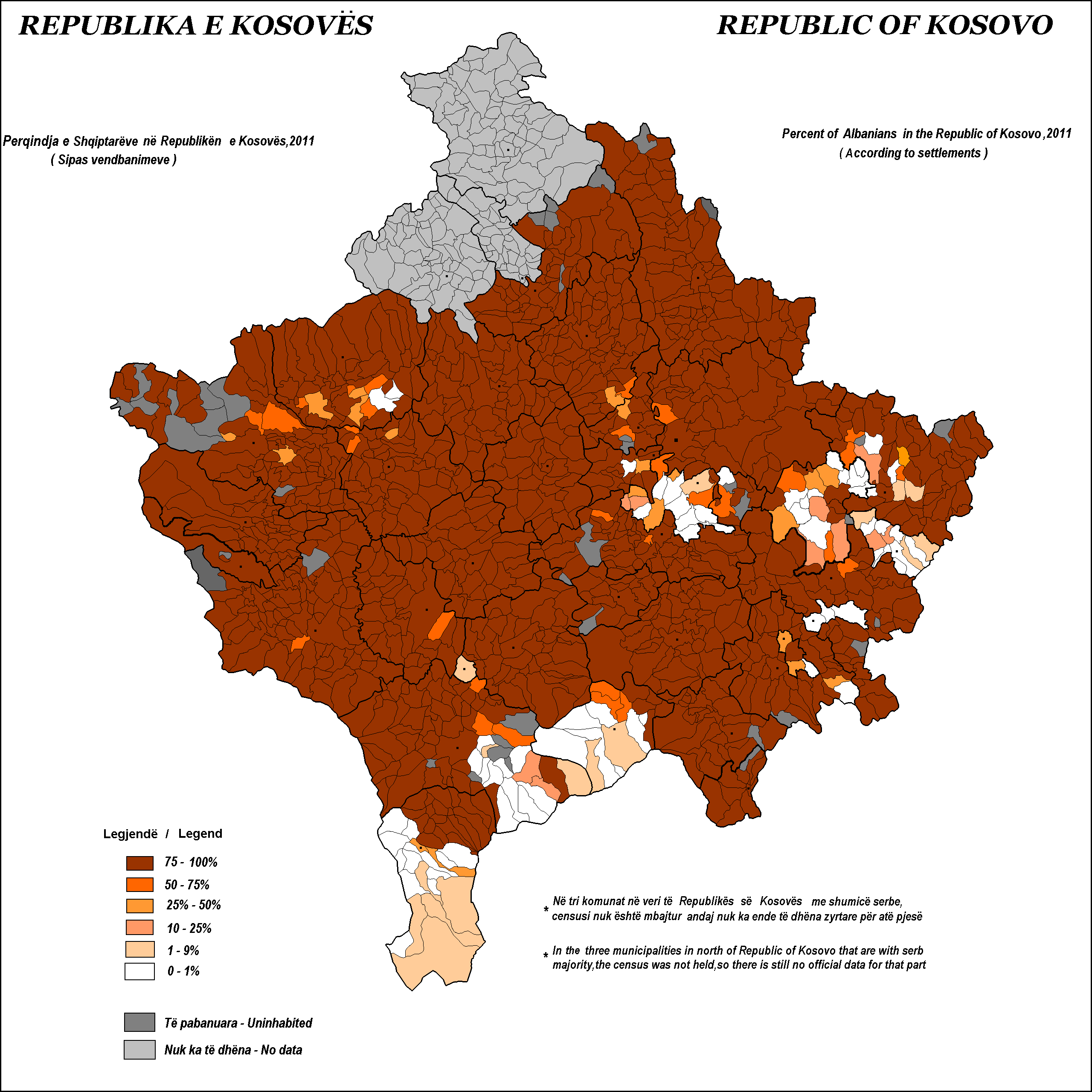
Розселення албанців, 2011 рік
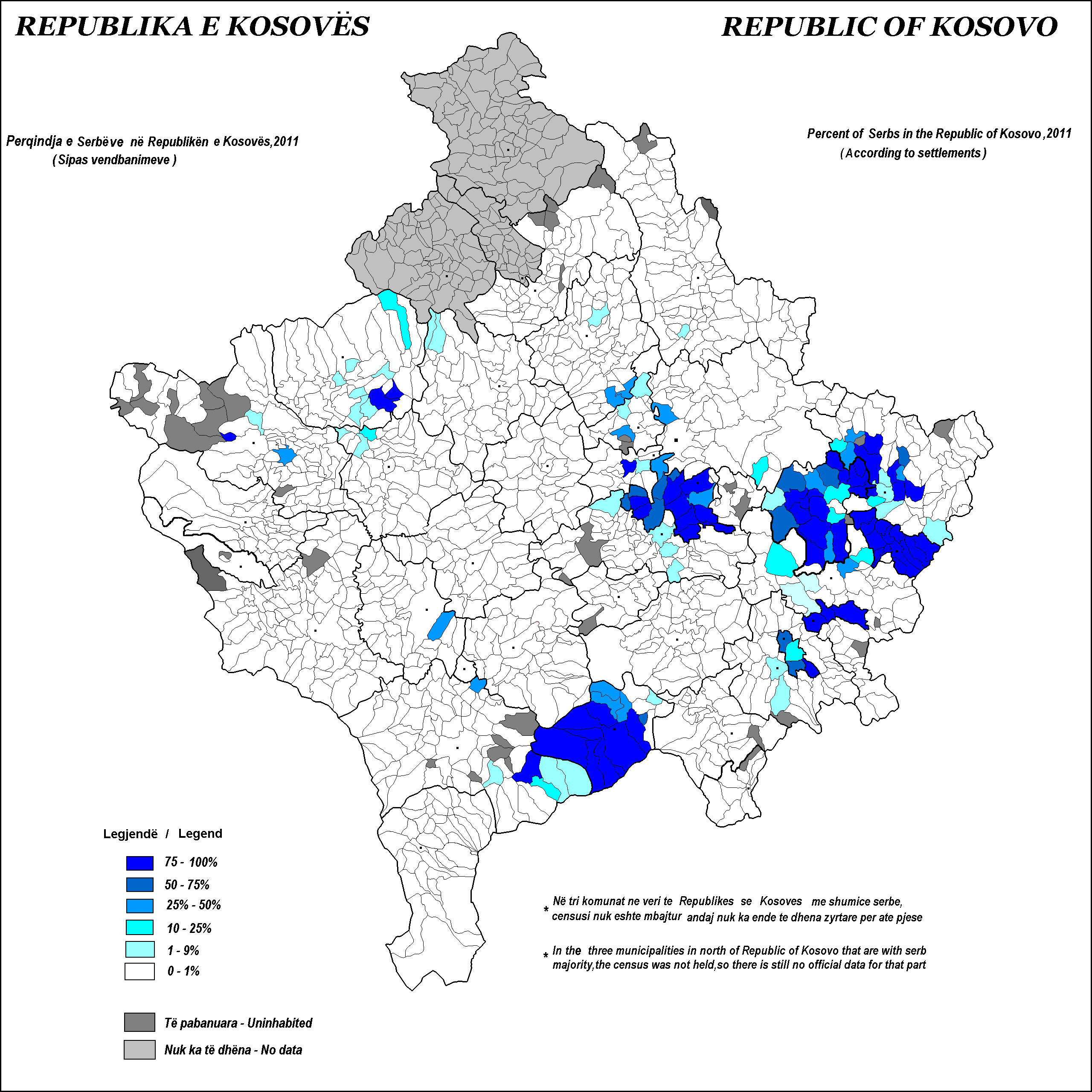
Розселення сербів, 2011 рік
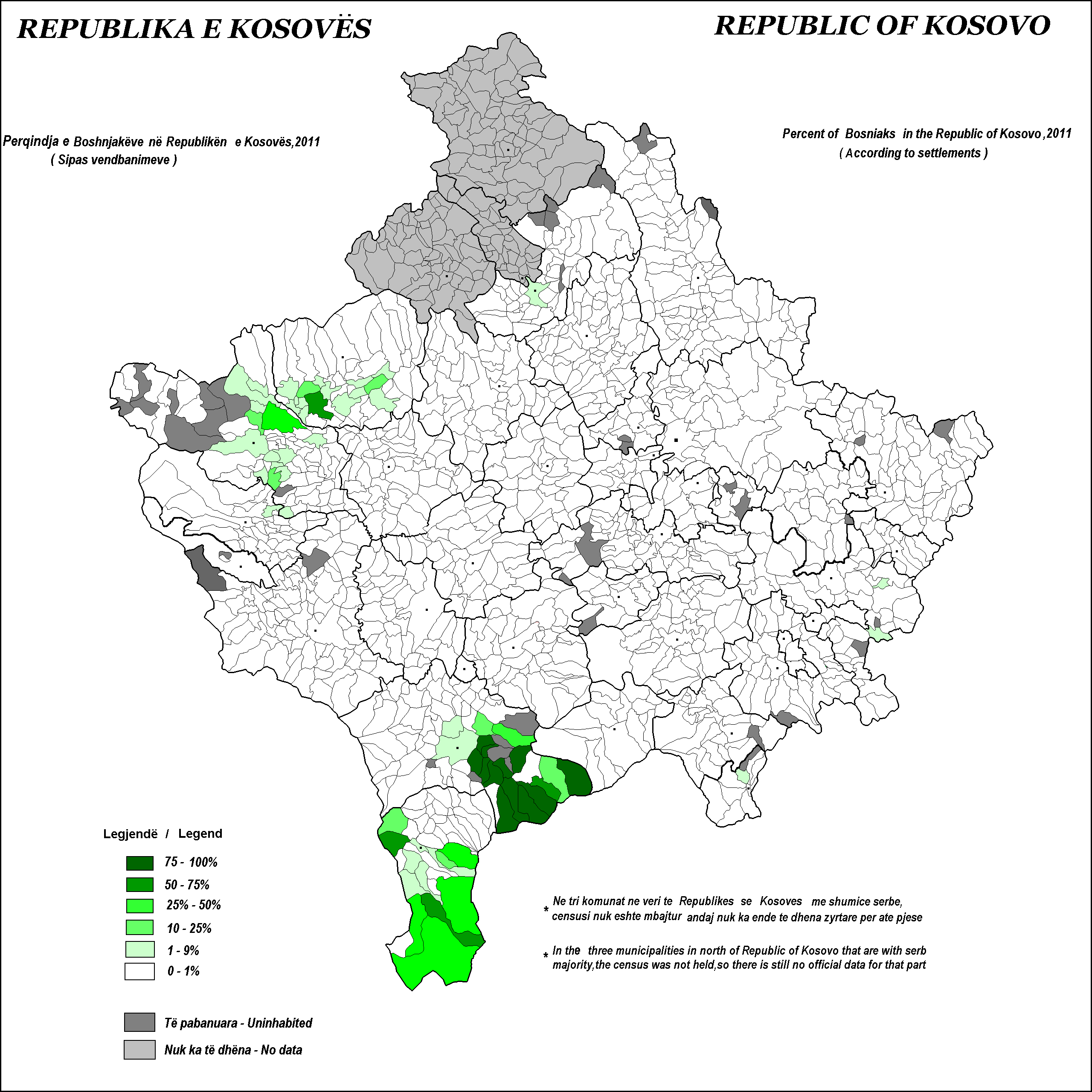
Розселення бошняків, 2011 рік
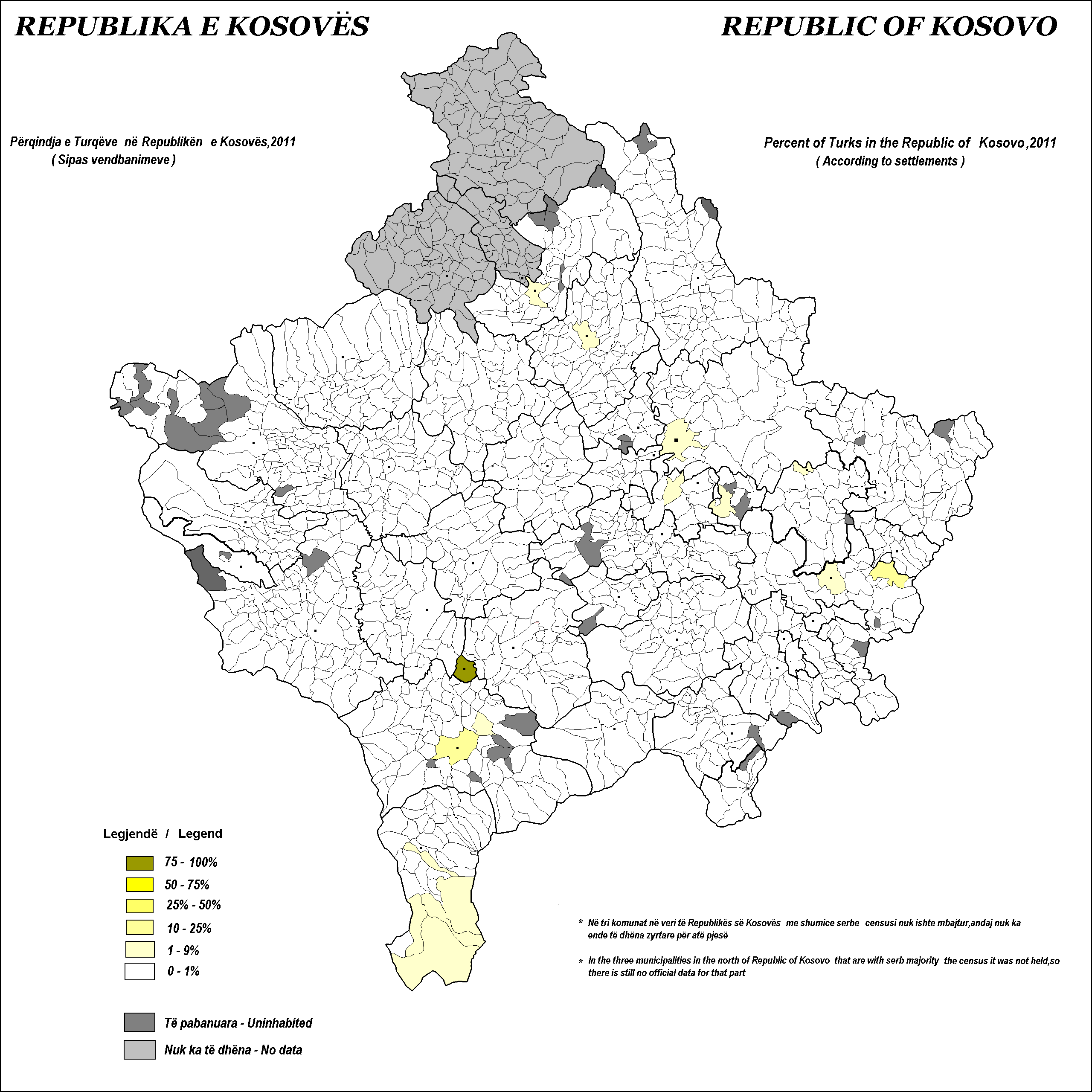
Розселення турок, 2011 рік
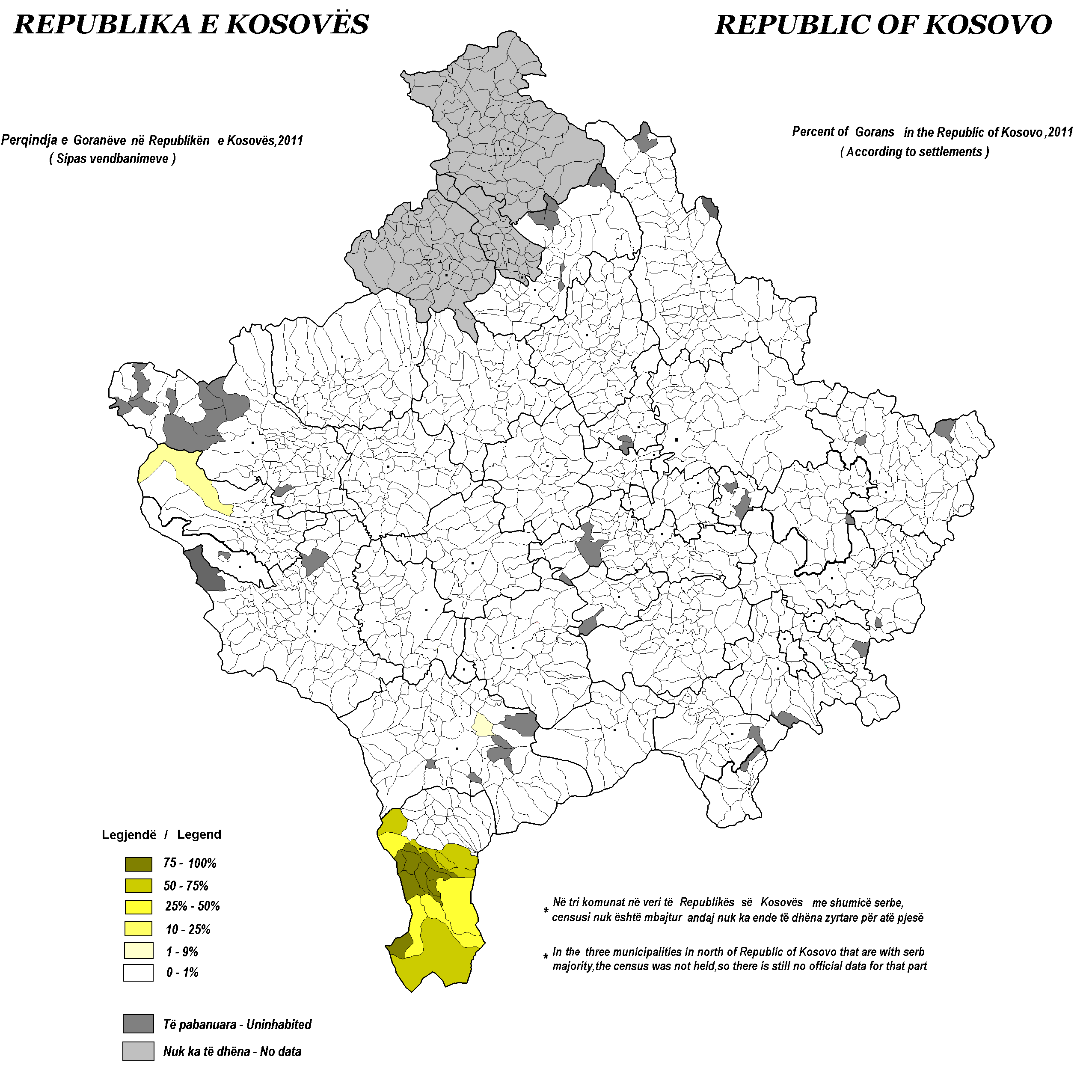
Розселення горанців, 2011 рік
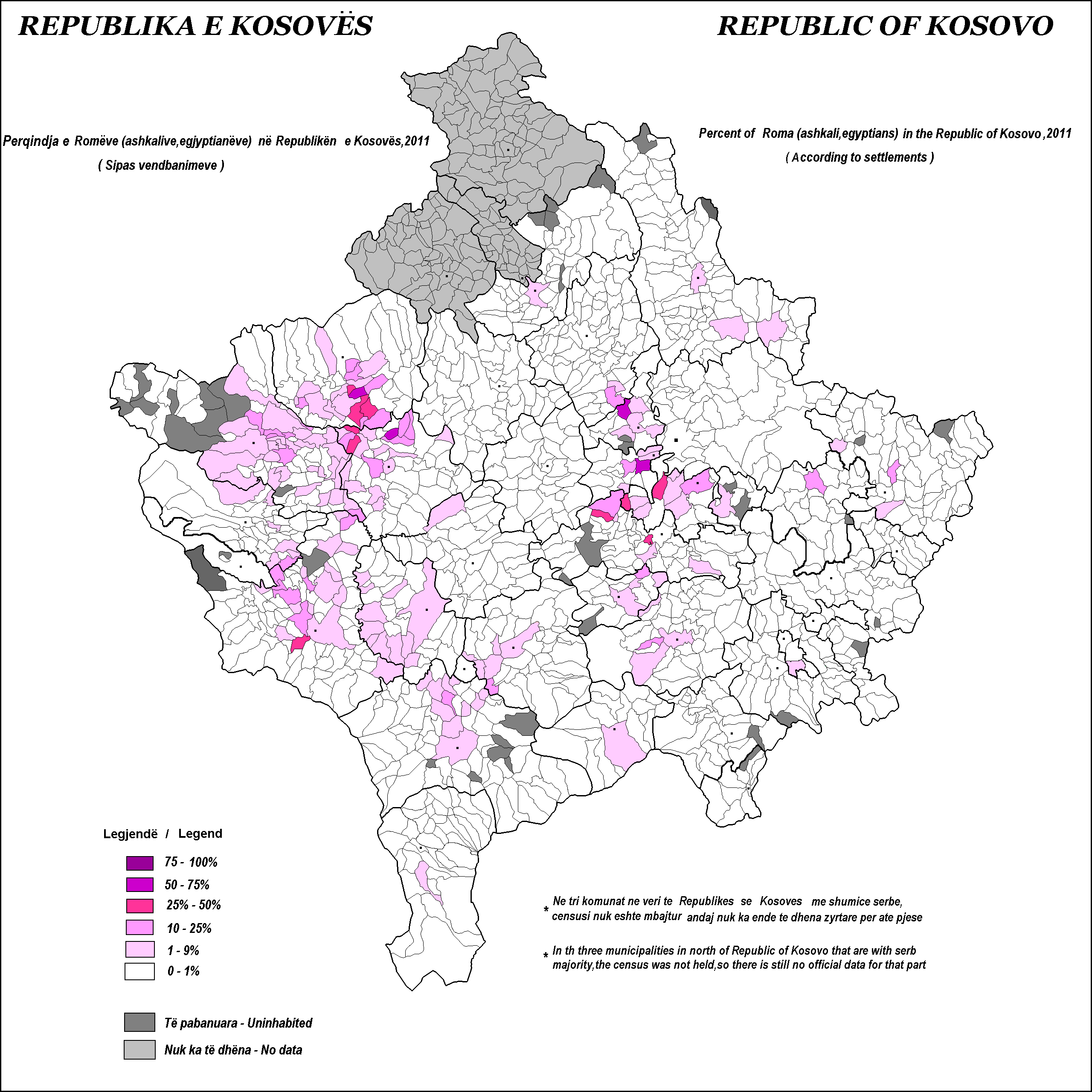
Розселення циган, єгиптян і ашкалі, 2011 рік

## Мови
| Мови Косова (2009 рік) | Мови Косова (2009 рік) | Мови Косова (2009 рік) | Мови Косова (2009 рік) | Мови Косова (2009 рік) |
| ---------------------- | ---------------------- | ---------------------- | ---------------------- | ---------------------- |
| Мова:                  |                        |                        | Відсоток:              |                        |
| албанська              | албанська              |                        | 94.5%                  | 94.5%                  |
| сербська               | сербська               |                        | 1.6%                   | 1.6%                   |
| боснійська             | боснійська             |                        | 1.7%                   | 1.7%                   |
| турецька               | турецька               |                        | 1.1%                   | 1.1%                   |
| інші                   | інші                   |                        | 0.9%                   | 0.9%                   |

Офіційні мови: албанська — володіє 94,5 % населення країни, сербська — 1,6 %. Інші поширені мови: боснійська — 1,7 %, турецька — 1,1 %, інші мови — 0,9 % (дані на 2011 рік). Згідно із законом 2006 року, в муніципалітетах компактного проживання етнічних менших, їхні національні мови повинні отримати статус офіційних.

## Релігії
| Релігії в Косово (2008 рік) | Релігії в Косово (2008 рік) | Релігії в Косово (2008 рік) | Релігії в Косово (2008 рік) | Релігії в Косово (2008 рік) |
| --------------------------- | --------------------------- | --------------------------- | --------------------------- | --------------------------- |
| Віросповідання:             |                             |                             | Відсоток:                   |                             |
| мусульмани                  | мусульмани                  |                             | 95.6%                       | 95.6%                       |
| католики                    | католики                    |                             | 2.2%                        | 2.2%                        |
| православні                 | православні                 |                             | 1.5%                        | 1.5%                        |
| інші                        | інші                        |                             | 0.07%                       | 0.07%                       |
| атеїсти                     | атеїсти                     |                             | 0.07%                       | 0.07%                       |
| агностики                   | агностики                   |                             | 0.6%                        | 0.6%                        |

Головні релігії й вірування, які сповідує, і конфесії та церковні організації, до яких відносить себе населення країни: іслам — 95,6 % (1,7 млн осіб), римо-католицтво — 2,2 % (38,4 тис. осіб), православ'я — 1,5 % (25,8 тис. осіб), інші — 0,07 %, не сповідують жодної — 0,07 %, не визначились — 0,6 % (станом на 2011 рік).

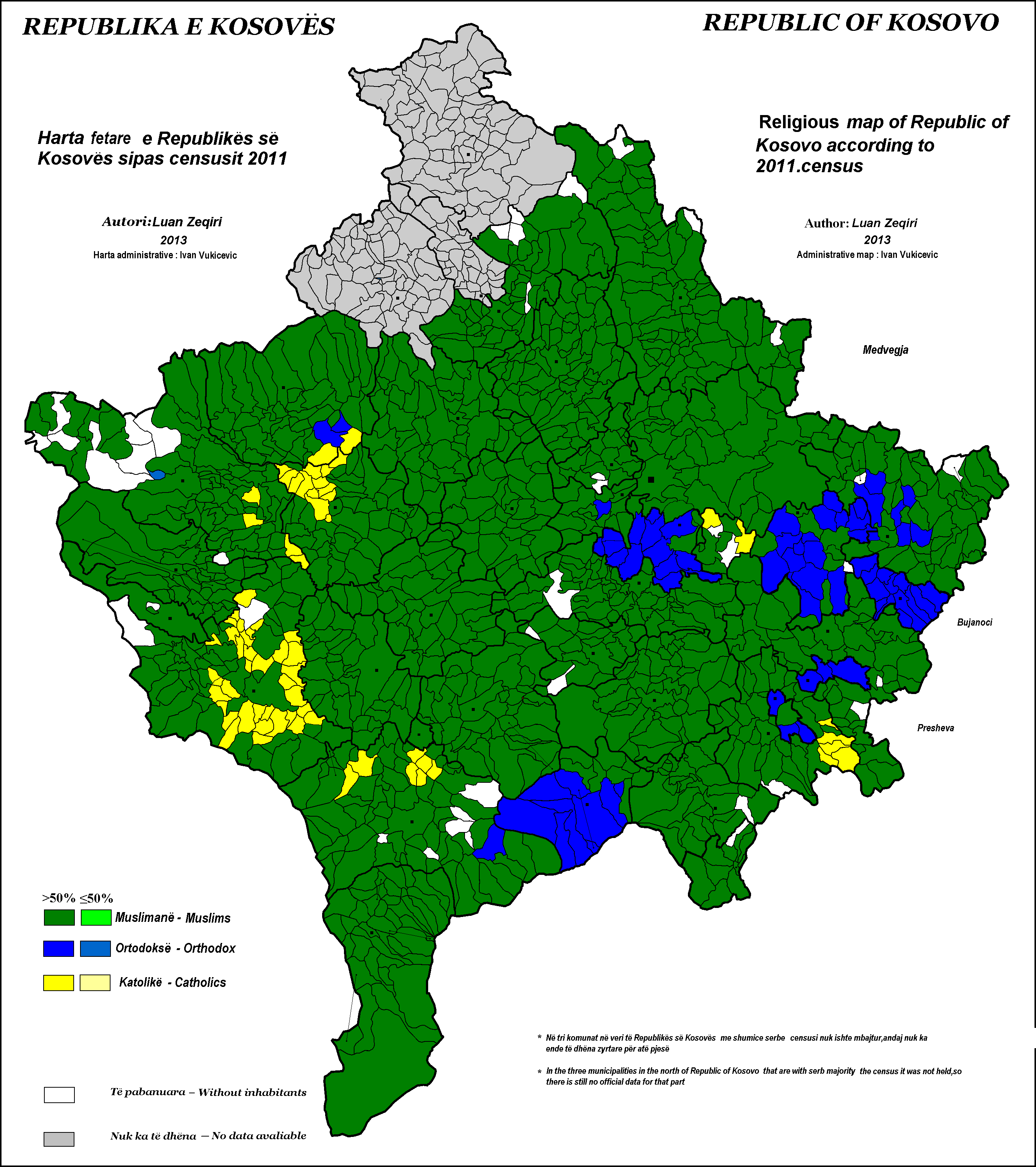
Релігійна мапа Косова (англ.)
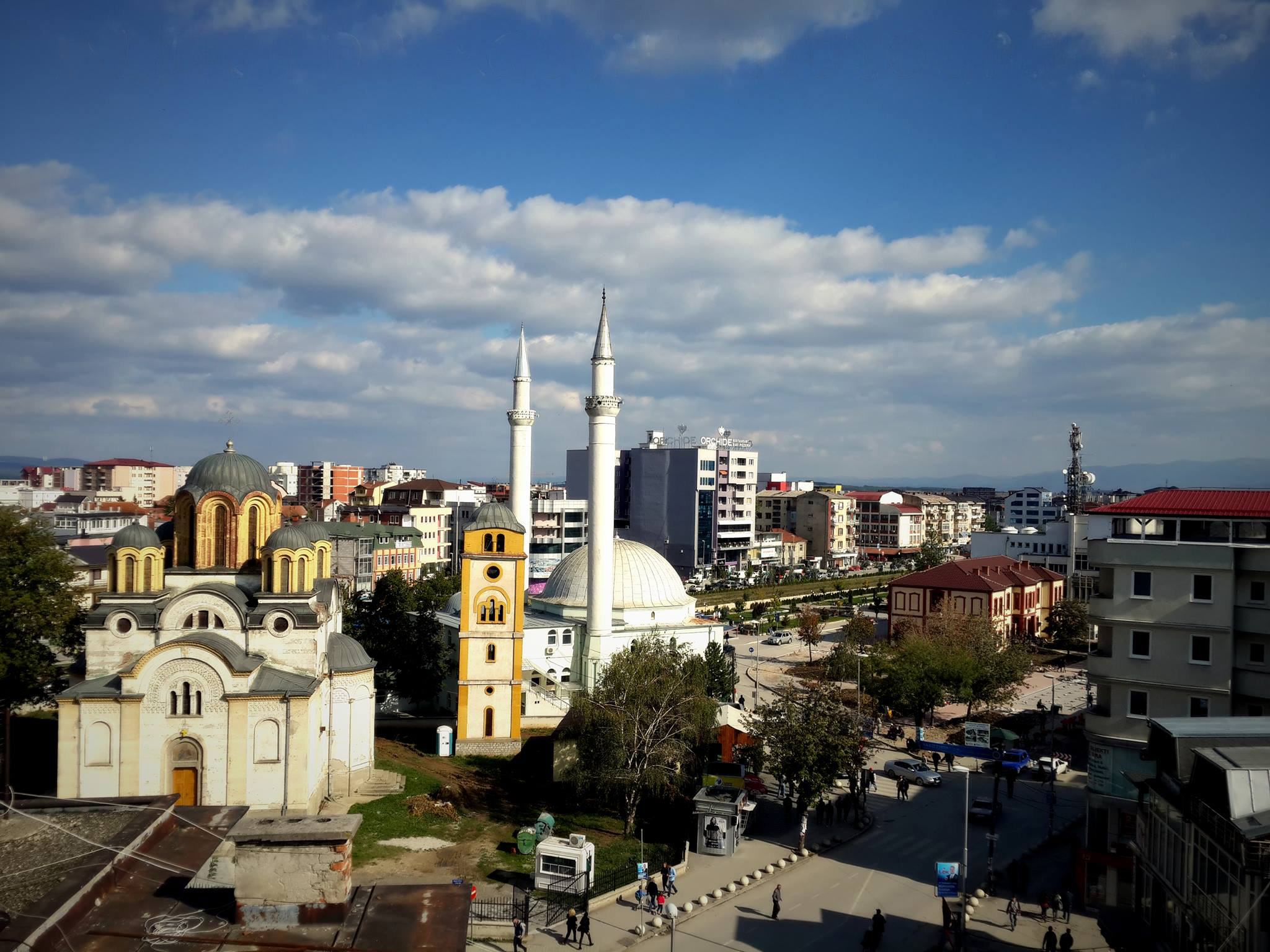
Православний храм і мечеть в Урошеваці (Феріжай)
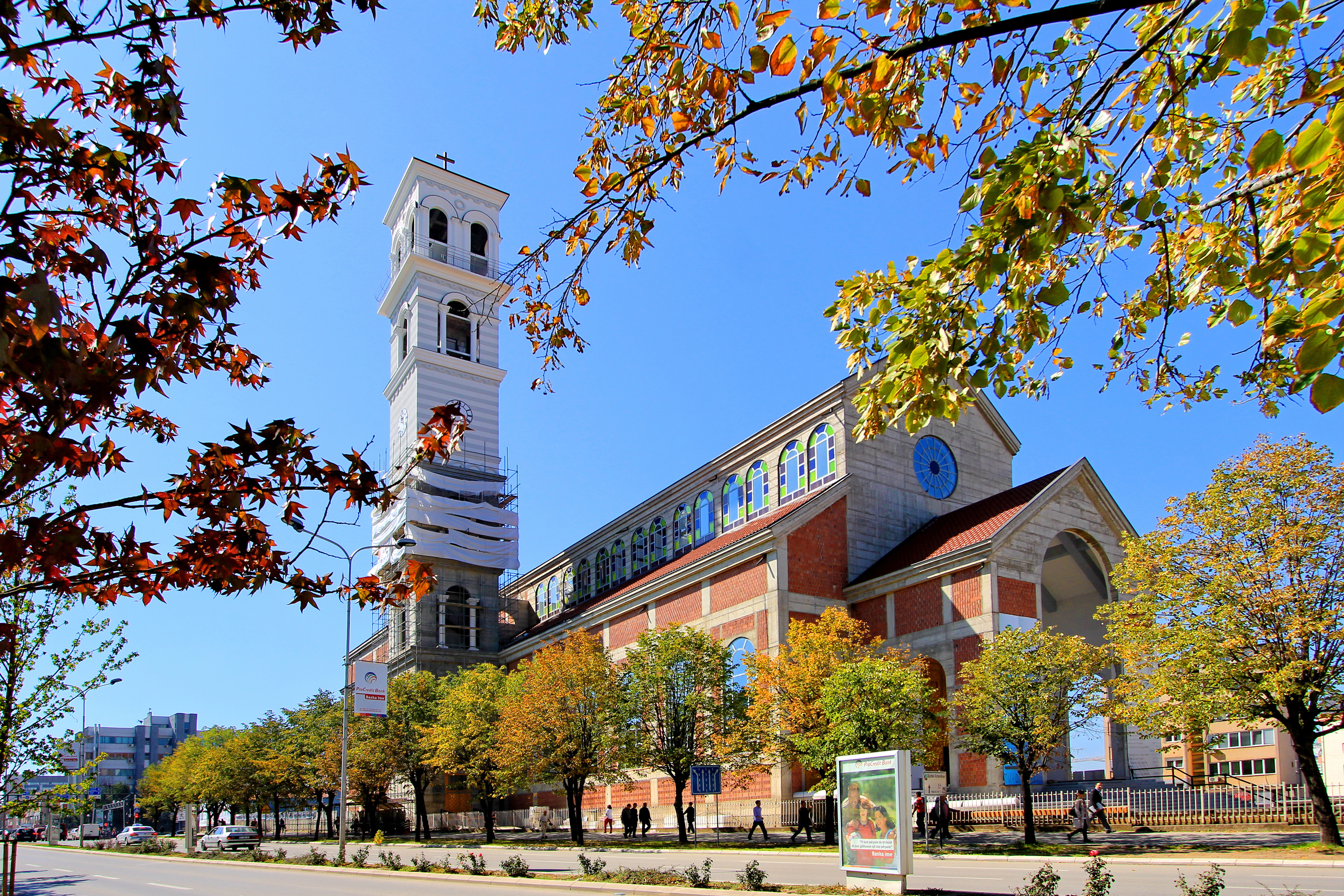
Католицький собор Св. Матері Терези

## Освіта
Рівень письменності 2003 року становив 91,9 % дорослого населення, віком від 15 років: 96,6 % — серед чоловіків, 87,5 % — серед жінок (98-ме місце у світі).

## Охорона здоров'я

### Захворювання
Статистика захворювань в Косово 2010 року (за класифікацією CD-10)
| Тип захворювання                        | Кількість випадків | %    |
| --------------------------------------- | ------------------ | ---- |
| Паразитарні захворювання                | 53 762             | 28,0 |
| Онкологія                               | 2 943              | 1,5  |
| Порушення імунітету, захворювання крові | 5 091              | 2,6  |
| Розлади харчування та обміну речовин    | 25 212             | 13,1 |
| Психічні розлади                        | 13 488             | 7,0  |
| Очні хвороби                            | 21 320             | 11,1 |
| Вушні хвороби                           | 18 989             | 9,9  |
| Хвороби системи кровообігу              | 5 139              | 2,7  |
| Хвороби дихальної системи               | 6 962              | 3,6  |
| Хвороби органів травлення               | 3 192              | 1,7  |
| Хвороби шкіри                           | 1 453              | 0,8  |
| Хвороби опорно-рухової системи          | 1 775              | 0,9  |
| Хвороби сечостатевої системи            | 2 198              | 1,1  |
| Вагітність, пологи і материнство        | 5 737              | 3,0  |
| Перинатальний період                    | 200                | 0,1  |
| Генетичні                               | 248                | 0,1  |
| Травми, отруєння та інше                | 2 871              | 1,5  |
| Зовнішні чинники                        | 579                | 0,3  |
| Фактори, що впливають на стан здоров'я  | 3 948              | 2,1  |
| Разом                                   | 192 154            | 100  |

## Соціально-економічне становище
За межею бідності 2013 року перебувало 30 % населення країни. Дані про розподіл доходів домогосподарств в країні відсутні.

### Трудові ресурси
Загальні трудові ресурси 2015 року становили 483,2 тис. осіб, включно із зайнятими в тіньовій економіці (156-те місце у світі). Зайнятість економічно активного населення у господарстві країни розподіляється таким чином: аграрне, лісове і рибне господарства — 5,9 %; промисловість і будівництво — 16,8 %; сфера послуг — 77,3 % (2013). Безробіття 2014 року дорівнювало 35,3 % працездатного населення, 2013 року — 30,9 % (193-тє місце у світі); серед молоді у віці 15—24 років ця частка становила 55,3 %, серед юнаків — 52 %, серед дівчат — 63,8 % (2-ге місце у світі). У Косово великий прихований сектор економіки, який не врахований в офіційних даних статистики.

## Кримінал

### Торгівля людьми
Згідно зі щорічною доповіддю про торгівлю людьми (англ. Trafficking in Persons Report) Управління з моніторингу та боротьби з торгівлею людьми Державного департаменту США, уряд Косова докладає значних зусиль у боротьбі з явищем примусової праці, сексуальної експлуатації, незаконною торгівлею внутрішніми органами, але законодавство відповідає мінімальним вимогам американського закону 2000 року щодо захисту жертв (англ. Trafficking Victims Protection Act’s) не в повній мірі, країна перебуває у списку другого рівня.

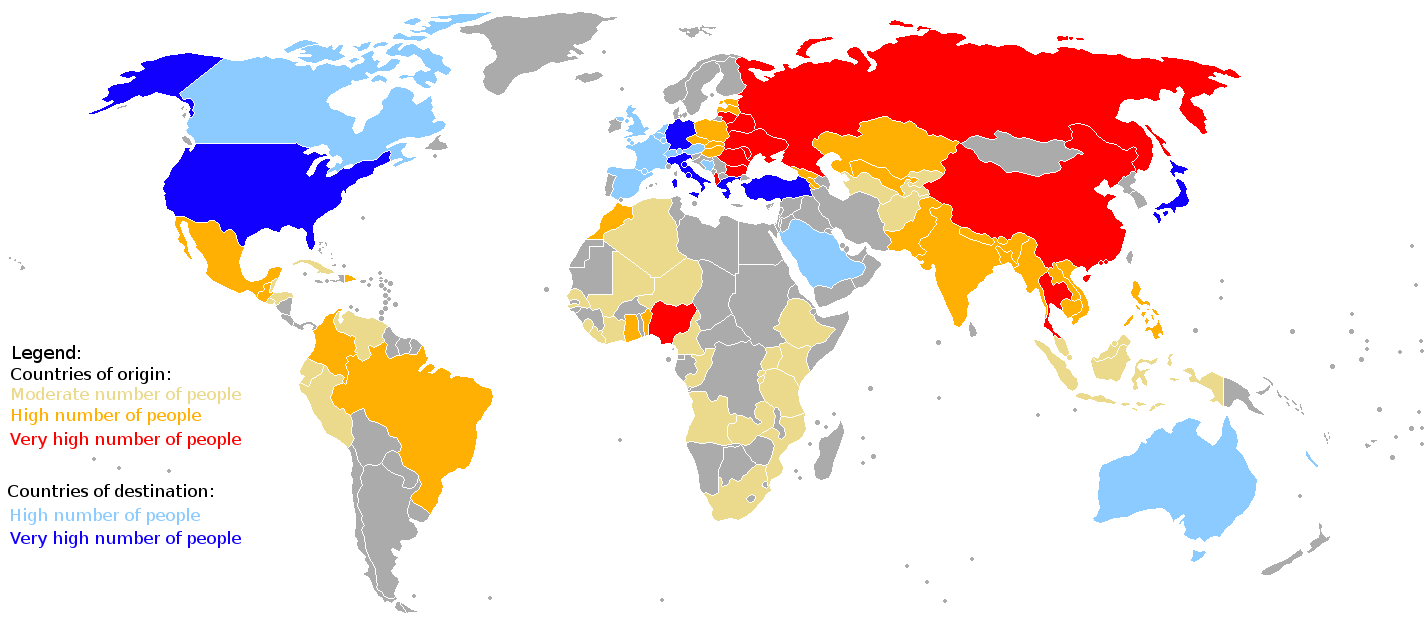
Країни-донори (червоний) і країни-реципієнти кримінальних потоків  (англ.)
Глобальна боротьба з торгівлею людьми (англ.)

## Гендерний стан
Статеве співвідношення (оцінка 2015 року):
- при народженні — 1,08 особи чоловічої статі на 1 особу жіночої;
- у віці до 14 років — 1,08 особи чоловічої статі на 1 особу жіночої;
- у віці 15—24 років — 1,1 особи чоловічої статі на 1 особу жіночої;
- у віці 25—54 років — 1,12 особи чоловічої статі на 1 особу жіночої;
- у віці 55—64 років — 1 особи чоловічої статі на 1 особу жіночої;
- у віці за 64 роки — 0,72 особи чоловічої статі на 1 особу жіночої;
- загалом — 1,06 особи чоловічої статі на 1 особу жіночої[1].

## Демографічні дослідження
Демографічні дослідження в країні ведуться рядом державних і наукових установ:
- Статистичне управління Косово (алб. Agjencia e Statistikave të Kosovës).

### Українською
- Атлас. 10—11 клас. Економічна і соціальна географія світу / упорядники :  О. Я. Скуратович, Н. І. Чанцева. — К. : ДНВП «Картографія», 2010. — ISBN 978-966-475-639-3.
- Атлас світу / голов. ред. І. С. Руденко ; зав. ред. В. В. Радченко ; відп. ред. О. В. Вакуленко. — К. : ДНВП «Картографія», 2005. — 336 с. — ISBN 9666315467.
- Безуглий В. В. Економічна і соціальна географія зарубіжних країн : Навчальний посібник. — К. : ВЦ «Академія», 2007. — 704 с. — ISBN 978-966-580-239-6.
- Безуглий В. В., Козинець С. В. Регіональна економічна і соціальна географія світу : Навчальний посібник. — видання 2-ге, доп., перероб. — К. : ВЦ «Академія», 2007. — 688 с. — ISBN 966-580-144-9.
- Гудзеляк І. І. Географія населення: Навчальний посібник / І. Гудзеляк. — Л. : Видавничий центр ЛНУ імені Івана Франка, 2008. — 232 с. — ISBN 978-966-613-599-8.
- Дахно І. І. Країни світу: Енциклопедичний довідник / І. І. Дахно, С. М. Тимофієв. — К. : Мапа, 2011. — 606 с. — (Бібліотека нового українця) — ISBN 978-966-8804-23-6.
- Дахно І. І. Економічна географія зарубіжних країн : навчальний посібник. — К. : Центр учбової літератури, 2014. — 319 с. — ISBN 978-611-01-0682-5.
- Джаман В. О. Регіональні системи розселення: демографічні аспекти. — Чернівці : Рута, 2003. — 392 с. — ISBN 9665685988.
- Дорошенко Л. С. Демографія: Навчальний посібник. — К. : МАУП, 2005. — 112 с. — ISBN 966-608-442-2.
- Дубович І. А. Країнознавчий словник-довідник. — 5-те вид., перероб. і доп. — К. : Знання, 2008. — 839 с. — ISBN 978-966-346-330-8.
- Економічна і соціальна географія країн світу. Навчальний посібник / За ред. Кузика С. П. — Л. : Світ, 2002. — 672 с. — ISBN 966-603-178-7.
- Загальна медична географія світу / В. О. Шевченко [та ін.] — К. : [б.в.], 1998. — 178 с.
- Крисаченко В. С. Динаміка населення: Популяційні, етнічні та глобальні виміри. — К. : Видавництво Національного інституту стратегічних досліджень, 2005. — 368 с. — ISBN 966-554-083-1.
- Любіцева О. О., Мезенцев К. В., Павлов С. В. Географія релігій. — К. : АртЕК, 1999. — 504 с. — ISBN 966-505-006-0.
- Масляк П. О. Країнознавство. — К. : Знання, 2007. — 292 с. — (Вища освіта XXI століття)
- Масляк П. О., Дахно І. І. Економічна і соціальна географія світу / П. О. Масляк, І. І. Дахно ; за ред. П. О. Масляка. — К. : Вежа, 2003. — 280 с. — ISBN 966-7091-53-8.

### Російською
- (рос.) Югославия // Демографический энциклопедический словарь / главн. ред. Валентей Д. И. — М. : Советская энциклопедия, 1985. — 608 с.
- (рос.) Югославия // Страны и народы. Зарубежная Европа. Восточная Европа / Редкол. : В. П. Максаковский (отв. ред.), Ю. В. Иванова и др. — М. : «Мысль», 1980. — 349 с. — (Страны и народы) — 180 тис. прим.
- (рос.) Атлас народов мира / Отв. ред. С. И. Брук и В. С. Апенченко. — М. : ГУГК ГГК СССР и Институт этнографии им. Н. Н. Миклухо-Маклая АН СССР, 1964. — 185 с. — 20 тис. прим.
- (рос.) Численность и расселение народов мира. Этнографические очерки / под ред. С. И. Брука. — М. : Издательство АН СССР, 1962. — 487 с.
- (рос.) Лаппо Г. М. География городов: Учебное пособие для географических факультетов вузов. — М. : Туманит, изд. центр ВЛАДОС, 1997. — 476 с. — ISBN 5-691-00047-0.
- (рос.) Урланис Б. Ц. Рост населения в Европе (опыт исчисления). — М. : ОГИЗ-Госполитиздат, 1941. — 436 с.
- (рос.) Ягельский А. География населения. — М. : Прогресс, 1980. — 383 с.